# وندشوه
وندشوه (به آلمانی: Wundschuh) یک منطقهٔ مسکونی در اتریش است که در گراتس اومگبونگ واقع شده‌است. وندشوه ۱۲٫۷۵ کیلومتر مربع مساحت دارد ۳۲۲ متر بالاتر از سطح دریا واقع شده‌است.